# سفارة ألبانيا في بولندا
سفارة ألبانيا في بولندا هي أرفع تمثيل دبلوماسي لدولة ألبانيا لدى بولندا. تقع السفارة في وارسو وهي تهدف لتعزيز المصالح الألبانية في بولندا.

## وصلات خارجية
- الموقع الرسمي
- قائمة سفارات ألبانيا
- قائمة السفارات في بولندا